# 莫雷贝省
莫雷貝省（巴布亞皮欽語），舊稱阿道夫灣（德語：Adolfhafen），是巴布亚新几内亚中部的一個省，包括新幾內亞島東岸和溫博伊島等。面積34,500平方公里，2011年人口674,810人。首府萊城。
下分九區。